# Ирём
Ирём (венг. Üröm) — поселок в медье Пешт, пригороде Будапешта. Численность населения на 1 января 2014 года — 7176 человек.

## География и транспорт
Поселок находится между населенными пунктами Пилишборошйено (венг. Pilisborosjenő) и Будакалас (венг. Budakalasz) к северу от Будапешта, недалеко от города Сентендрe. Из Будапешта до поселка можно добраться рейсовыми автобусами.

## Экономика
- Значительную роль в экономическом развитии поселка занимают давние традиции виноградарства.
- Добыча в местных карьерах природного камня (розового песчаника) это второе по значимости направление.

## Достопримечательности
- Храм Святой Царицы Александры
- Римско-католическая церковь
- Реформаторская церковь

## Население
| Год  | Численность | Численность |
| ---- | ----------- | ----------- |
| 2013 | 7091        | [ 3 ]       |
| 2014 | 7177        | [ 4 ]       |
| 2021 | 8119        | [ 5 ]       |
| 2022 | 8796        | [ 6 ]       |
| 2023 | 8260        | [ 7 ]       |
| 2024 | 8272        | [ 1 ]       |